# 투 브라더스
《투 브라더스》(프랑스어: Deux Frères, 영어: Two Brothers)는 2004년 어드벤처 가족 영화이다. 장 자끄 아노 감독의 영화이다. 이 영화는 새끼 때 떨어져 지내다 수년 뒤에 다시 만날 두 호랑이에 관한 이야기를 다룬다.

## 출연
| 역할          | 배우 기존          | 한국어 더빙 (TV) |
| ------------- | ------------------ | ---------------- |
| 에이단 맥로리 | 가이 피어스        |                  |
| 라울          | 프레디 하이모어    |                  |
| 관리자 유진   | 장 끌로드 드레이퓨 |                  |
| 쿠마루        | 자신               | 아니             |
| 상가          | 자신               | 아니             |
| 엄마 타이거   | 그녀 자신          | 아니             |
| 아빠 타이거   | 자신               | 아니             |